# 密头菊蒿
密头菊蒿（学名：Tanacetum crassipes）为菊科菊蒿属的植物。分布于俄罗斯以及中国大陆的新疆等地，生长于海拔2,100米的地区，多生于草原、石质山坡或针叶林带，目前尚未由人工引种栽培。